# Leptopelis vermiculatus
Leptopelis vermiculatus – gatunek płaza bezogonowego z rodziny artroleptowatych (Arthroleptidae), spotykany w leśnych terenach Tanzanii. Jest zagrożony wyginięciem.

## Nazwa
Epitet gatunkowy tego płaza to łaciński przymiotnik vermiculatus tłumaczony przez słowniki jako w „kostki wyrabiany (mozaika)”.

## Morfologia

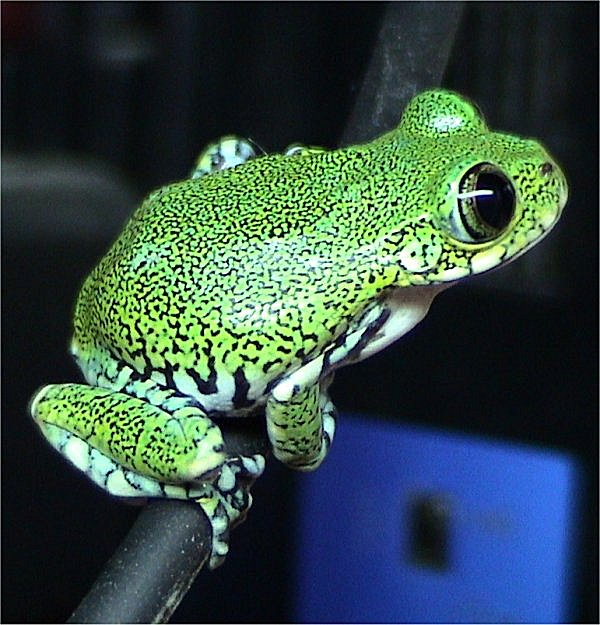
Ubarwienie zielone

Samce tego gatunku osiągają 39–50 mm długości, samice 61–85 mm. Wyróżnia się dwa różne rodzaje ubarwienia. Jedno z nich jest jasnozielone z drobnymi czarnymi plamkami na grzbiecie, boki są marmurkowe z bielą i czernią. U niektórych osobników obszar od końca kości piszczelowej do palców przedramiona i górna warga posiadają plamkowate obramowanie z ciemną zielenią i czernią. Drugi rodzaj ubarwienia obfituje w kolor brązowy. Na grzbiecie widnieje w tym wypadku ciemna nieregularna w kształcie łata. Mogą się na nim, jak również na nogach i śródręczach, pojawić losowo rozłożone jaśniejsze lub ciemniejsze brązowe plamki. Od bębenka biegnie ciemna brązowa linia, kończąca się pomiędzy pachą i pachwiną. W obu przypadkach brzuch zabarwiony jest na kremowobiało. Spotyka się także osobniki ubarwione pośrednio. Zmieniają one bowiem swe ubarwienie z zielonego na brązowe, dorastając. Oczy w porównaniu z resztą ciała osiągają duże rozmiary (po angielsku zwierzę to nazywa się nawet Big-eyed Tree Frog), barwiąc się na złoto z brązowymi liniami i plamkami. Wydatnych opuszek palców kończyn dolnych zwierzę używa przy wspinaczce. Bębenek wyróżnia się.

## Zasięg występowania
Gatunek ten zamieszkuje endemicznie kilka pasm górskich łańcucha Eastern Arc Mountains (dosł. „Góry Łuku Wschodniego”) w Tanzanii. Występuje jedynie w 7–10 izolowanych lokalizacjach położonych na wysokości od 900 do 1800 m n.p.m.

## Behawior i ekologia
Zamieszkuje wilgotne tropikalne lasy deszczowe, głównie górskie. Samce przejawiają zachowania terytorialne, nawołują będąc w wodzie. Wydaje z siebie dwa różniące się dźwięki: ga…ga…ga służy zwabieniu samic, natomiast rrrrrrrr-ga ma za zadanie odstraszenie innych osobników tej samej płci. Płazy te są owadożerne.

## Podobne gatunki
Gatunek ten przypomina Leptopelis flavomaculatus, u którego także spotyka się znaczne różnice w zabarwieniu i deseniu grzbietu. Jednakże różni je brak charakterystycznych ciemnych cętek u brązowych osobników tego drugiego. L. flavomaculatus posiada też białą plamę na łokciu, niespotykaną u opisywanego tu gatunku.